# 尼古拉斯·克默尔
尼古拉斯·克默尔，FRS FRSE（德語：Nicholas Kemmer，1911年12月7日—1998年10月21日），俄罗斯出生的德裔英国核物理学家，在英国的核计划中发挥了不可或缺的领导作用。他是诺贝尔物理学奖得主阿卜杜勒·萨拉姆的导师。